# Harlowton (Montana)
Harlowton város az USA Montana államában, Wheatland megyében, melynek megyeszékhelye is. Lakosainak száma 955 fő (2020. április 1.).

## Népesség
A település népességének változása:

| 2010 | 997 |
| 2020 | 955 |